# Thomas Heurlin
Thomas Heurlin (født 20. juni 1959) er dansk tv-producent, journalist og direktør.  Han er kendt for tv-udsendelserne Restaurant bag tremmer, Mormors bordel, Liebhaverne,  Bandekrigerne og Par på prøve og er derudover ophavsmand til Copenhagen TV Festival, medlem af Producentforeningens bestyrelse (1998-2015) og er nuværende medlem af deres tv-udvalg.

## Koncern TV Impact
Thomas Heurlin stiftede i 2015 produktionsselskabet Impact TV efter opsplittelsen af Koncern Tv- og filmproduktion, som han medstiftede i 1995.